# Villa Mazzanti
Villa Mazzanti è una villa di Roma posta sul versante orientale di Monte Mario, nel quartiere Della Vittoria, all'interno della Riserva naturale di Monte Mario.

## Storia
La villa fu costruita nella seconda metà del XIX secolo su iniziativa di Luigi Mazzanti, imprenditore edile, su un terreno di proprietà dei Barberini.
Nel 1967 è divenuta proprietà del Comune di Roma e dopo un restauro curato dal Consorzio Parchi di Roma tra il 1990 e il 1994 è stata aperta al pubblico. Nel 1998 è divenuta sede del neonato ente regionale RomaNatura.

## Descrizione
La villa si estende per circa 5 000 metri quadrati sulle pendici orientali di Monte Mario e dispone di due accesi: quello principale da via Gomenizza, 81 e un sentiero accessibile da viale del Parco Mellini. La parte bassa della villa ospita un'area giochi e svolge le funzioni di parco urbano mentre la parte alta, dove si trova il casino nobile, ospita la sede dell'ente regionale RomaNatura.
Oltre al casino nobile sono presenti la cosiddetta capanna svizzera, un giardino all'inglese e il vialetto a serpentina che si arrampica sul colle.